# Николаевский (Ставропольский край)
Николаевский — хутор в Андроповском районе (муниципальном округе) Ставропольского края России.

## Варианты названия
- Николаевскии[3]

## Географическое положение
Расстояние до краевого центра: 87 км.
Расстояние до районного центра: 13 км.

## История
Населённый пункт основан в 1797 году.
В 1924 году в хуторе образовалось сельскохозяйственное товарищество «Мирный Пахарь».
До 16 марта 2020 года Николаевский входил в состав сельского поселения Солуно-Дмитриевский сельсовет.

## Население
| 1989 | 2002 | 2010 | 2011 | 2014 |
| ---- | ---- | ---- | ---- | ---- |
| 109  | ↗134 | ↘128 | ↘116 | ↘100 |

По данным переписи 2002 года в национальной структуре населения преобладают русские (78 %).

## Инфраструктура
Уличная сеть в хуторе отсутствует. В границах Николаевского находится общественное открытое кладбище.